# Portraits d'Alexandre Kerenski
Les Portraits d'Alexandre Kerenski sont deux tableaux peints par le peintre russe Ilia Répine en 1917-1918.
Alexandre Kerenski (1881-1970), homme politique russe, membre du Parti socialiste révolutionnaire, est au moment où il est représenté sur ce portrait pour 100 jours à la tête du gouvernement provisoire arrivé au pouvoir après la révolution de Février. Il dispose alors d'une très grande popularité.
Répine l'apprécie et lui porte un vif intérêt. Il fait avec son élève Isaak Brodsky plusieurs études et croquis sur le vif au Palais d'hiver. Ils ne terminent les portraits que séparément, dans leur atelier, après la révolution d'Octobre qui fait perdre à Kerenski le pouvoir.
Répine peint ses deux portraits à l'huile sur linoléum, dans une manière libre, à la fois impressionniste et expressionniste. Ils se distinguent par des détails de la composition, mais se rassemblent dans une mise à nu adroite de traits psychologiques de Kerenski, dont il semble qu'elle ait été exacte.
Le premier portrait est conservé au Musée central d'État d'histoire contemporaine de Russie, auparavant Musée de la révolution, pour lequel il fut donné par Répine à Brodsky lui-même. Le second se trouve dans une collection privée en Russie, où il a abouti après la vente aux enchères des archives A. F. Kerenski du Centre Harry Ransom (en) de l'Université du Texas à Austin,

## Contexte

### Alexandre Kerenski

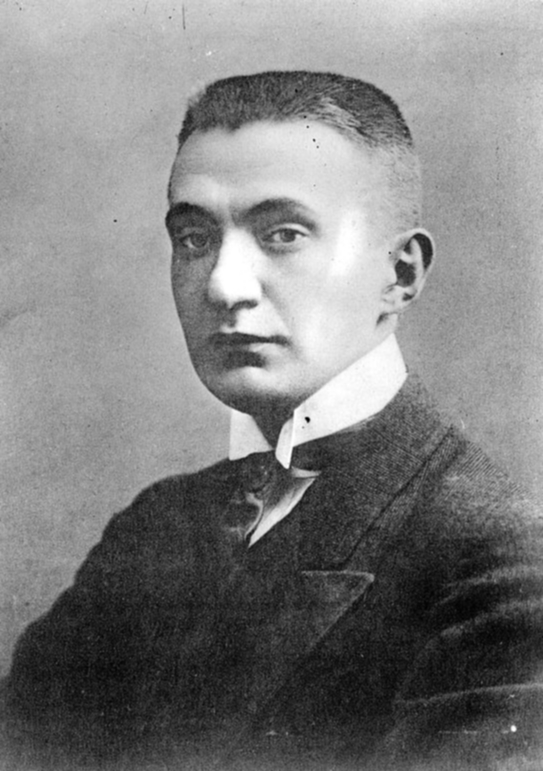
Alexandre Kerenski, début 1917.

Symbole de la nouvelle Russie née avec la révolution de Février, Alexandre Fiodorovitch Kerenski est en 1917, ancien avocat, ayant commencé sa carrière juridique avec la révolution russe de 1905 et député de la 4e Douma d'État de l'Empire russe (ru). Il occupe successivement au sein du gouvernement provisoire les fonctions de ministre de la justice, de ministre de la guerre, de ministre président, et enfin de commandant suprême des armées,.
Kerenski est alors extrêmement populaire, et au sommet de sa carrière politique. Il concentre sur lui les espoirs de changement. Les quelques mois où il est au pouvoir sont cependant semés de crises et de difficultés majeures.
En juillet, la démission des ministres cadets (ou KD) provoque une nouvelle crise ministérielle. Au même moment, les Bolchéviques organisent un soulèvement, les journées de Juillet, qui se solde par un échec. Kerenski dirige alors un cabinet de transition, puis forme un gouvernement à majorité socialiste. À l'âge de 36 ans, il est le plus jeune chef de gouvernement de la Russie au XXe siècle.
Il fait face ensuite à la personnalité autoritaire du général Kornilov, qui envoie des troupes dans la capitale et demande le retrait des ministres « incapables ». Il destitue Kornilov tout en s'appuyant sur les soviets pour bloquer l'avancée de ses partisans. Kerenski prend lui-même le commandement de l'armée et instaure une République russe le 14 septembre 1917.
À la fin du mois de septembre, il forme un troisième gouvernement de coalition. Il n'arrive cependant pas à répondre à l'aspiration de la population à la paix, et cherche au contraire à respecter les engagements de la Russie vis-à-vis de la Triple-Entente, c'est-à-dire de continuer la guerre jusqu'à une victoire de plus en plus hypothétique. Cette option, ainsi que des erreurs tactiques, conduit à ce qu'il soit écarté du pouvoir par la révolution d'Octobre. Le jugement porté sur son action, sous l'influence de l'historiographie soviétique, est sévère : Léon Trotski voit ainsi en lui un « demi-cadet, demi-socialiste, demi-révolutionnaire », simplement « accroché à la révolution ».
Il est un excellent orateur, transportant littéralement son auditoire, et se mettant lui-même hors de lui, jusqu'à présenter des troubles nerveux, dans lesquels certains voient l'effet de drogues. Acteur manqué, il aime et sait plaire, et son aspiration à la popularité, après avoir souvent excité en vain son ambition politique, a pris la forme d'une passion douloureuse,.

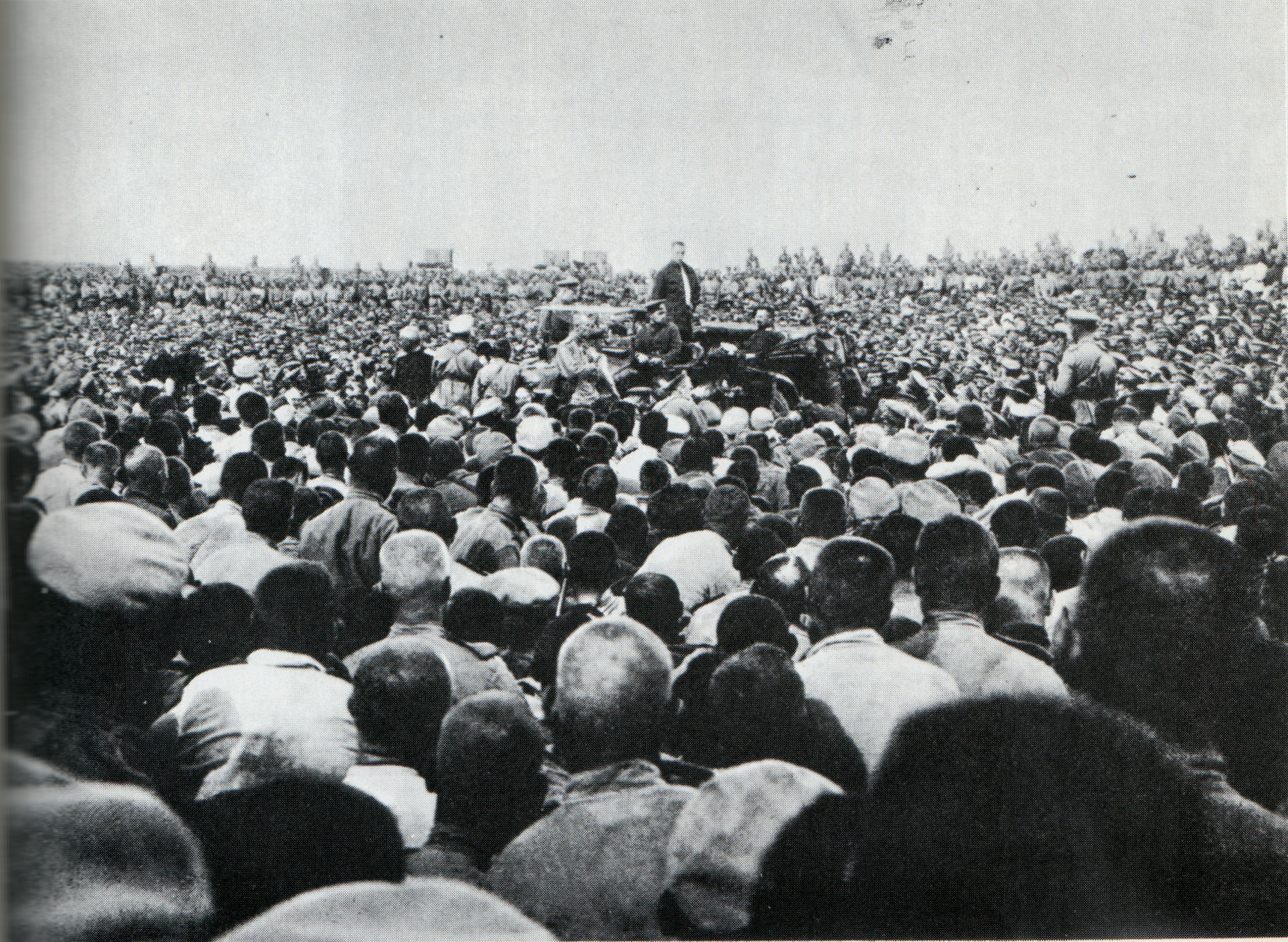
Alexandre Kerenski haranguant les troupes en juin 1917.

Vladimir Nemirovitch-Dantchenko écrira plus tard:

« Kerenski ne se brulait pas seulement lui-même, il consumait tous ceux qui l'entouraient au feu de son enthousiasme. En l'écoutant, vous avez l'impression que tous vos nerfs s'étirent vers lui, et sont liés aux siens comme par un nœud. Il vous semble, que c'est vous-même qui parlez, que dans la salle, dans le théâtre, sur la place, ce n'est pas Kerenski, mais vous qui êtes devant la foule, dominant ses pensées et ses sentiments. Vous n'avez qu'un seul cœur avec lui, et il est large, comme le monde, et parfait, comme lui. »

Bien que Kerenski aimât être au centre de l'attention, il n'y a que peu de portraits qui restent de lui,. En dehors des photographies, et des tableaux peints pendant son exil, les seuls actuellement connus sont les trois commencés par Ilia Répine et son élève Isaak Brodsky, dans l'été 1917, quant Kerenski était président du gouvernement et commandant suprème des armées.

### Répine dans la révolution de février
Depuis 1903, Répine, célèbre peintre de genre et portraitiste, vit avec l'écrivaine Natalia Nordman dans sa propriété des Pénates, dans le village de Kyokkala, sur les rives du Golfe de Finlande, dans le Grand-Duché de Finlande, alors rattaché à l'Empire Russe,. Il accueille avec ferveur la révolution de Février, qui met fin au despotisme absolu et proclame la république, ce dont il se réjouit.
Le 18 mars 1917, Répine se rend pour la première fois depuis la révolution à une réunion des peintres de la capitale, dans la salle du conseil de l'Académie des beaux-arts. Présidant la réunion avec Vladimir Makovski, il prononce quelques discours enflammés, à l'aide desquels il parvient à obtenir de ses confrères que la « conférence spéciale » qui était placée auprès du commissaire du ministère de la cour continue à exister, et la création d'une nouvelle organisation, l'« Union des acteurs des arts plastiques » («Союза деятелей пластических искусств»), caressant l'espoir de réorganiser l'académie des beaux-arts, sur le modèle d'une commune de production et de savoir.

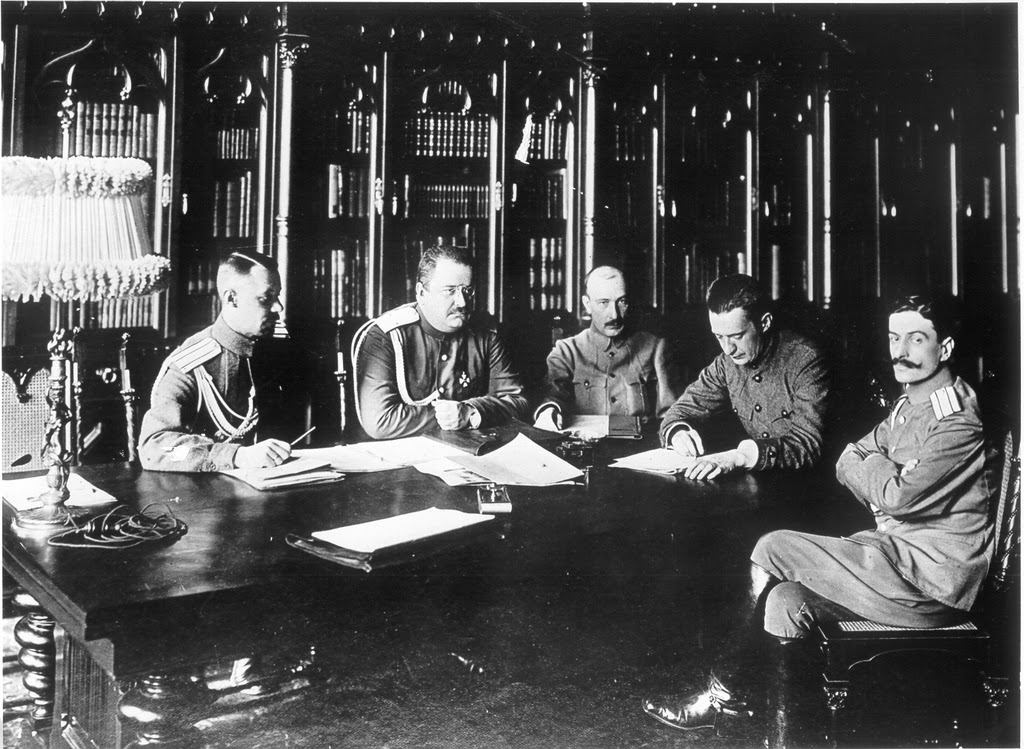
Réunion au ministère de la guerre en août 1917 ; Savinkov est au centre, Kerenski à sa gauche.

Dans cette effervescence, Répine est aussi peintre : en août 1917, Répine raconte dans une lettre à  Catherine Breshkovski, qu'il vient de vivre « un des jours les plus extraordinaires de sa vie » : « de façon complètement inattendue, je me suis retrouvé dans le bureau de Kerenski, pendant une session du corps des officiers généraux, réunie d'urgence en présence du gén[éral] Kornilov. J'y ai pu voir Savinkov, et ce bel homme de Terechtchenko, et encore quelques autres personnages, s'éclairant au soleil de Kerenski. Un tel bouquet ne pouvait que m'assommer. Et de fait, quand je suis monté dans la salle à manger, par escalier en colimaçon, la tête avait commencé à me tourner »,.
Le peintre est invité pour le déjeuner et il se met à son album de croquis, dans lequel il couche de rapides études des présents : « En m'installant, dans l'espoir de dessiner Kornilov, je vois entrer la grand-mère de la révolution russe, et je saute sur une autre page de l'album », ; « le déjeuner se termina rapidement. Il fallait faire des croquis au petit bonheur la chance, des visages intéressants au plus haut degré changeaient constamment de position —mais du vôtre, j'ai un peu réussi à saisir certaines expressions ».

### Répine et Kerenski

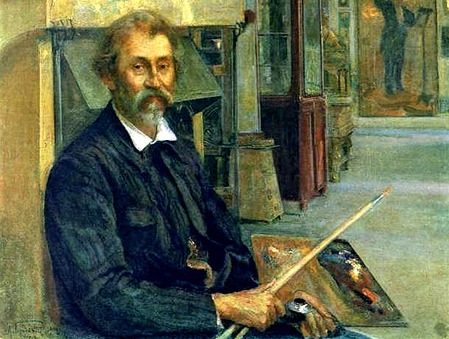
Portrait d'Ilia Répine par Isaak Brodsky (1912).

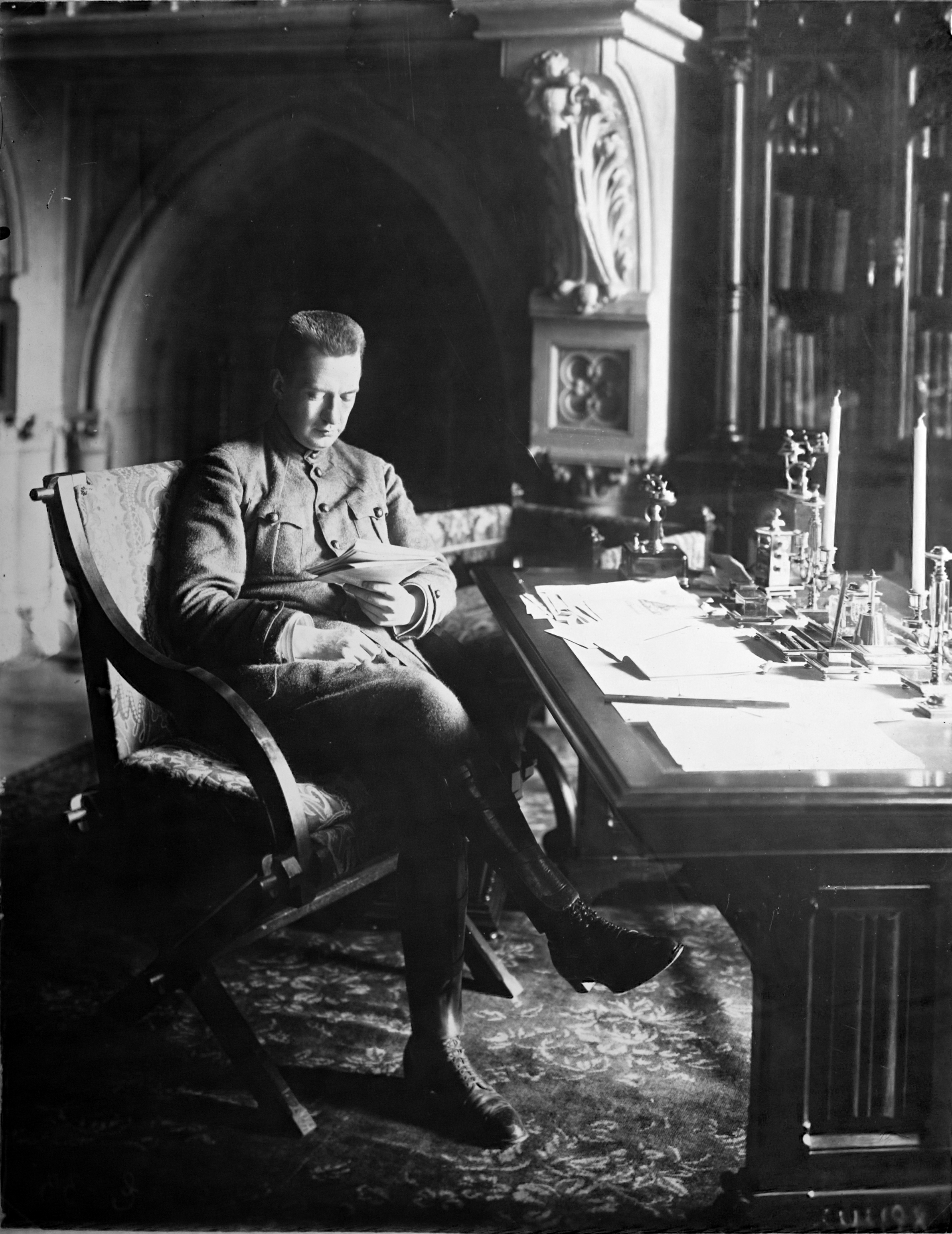
Kerenski dans son bureau au Palais d'hiver.

L'appréciation de Répine sur Kerenski est complexe, et évolue dans le temps. Politiquement, il s'en déclare proche, et fait partie de ceux qui espèrent qu'il sera celui qui sauvera la révolution russe.
Dans sa relation de peintre à modèle, comme Répine écrit dans ses mémoires que cela a été souvent le cas, il tombe sous l'emprise du nouveau gouvernant de la Russie. Il est, selon l'historien d'art Andreï Iepichine (ru), tout simplement possédé par Kerenski, conquis par ses qualités humaines et poétiques, et il écrit dans une lettre au sculpteur Mikhaïl Olenine : « quelle nature complexe et géniale. Cet homme est né Napoléon ; quel talent, quelle énergie ! Et pourquoi est-il toujours d'une originalité si inattendue ; et en tout simple et bon, comme marqué par le doigt de Dieu ».
Lorsque Répine montre le portrait à Korneï Tchoukovski, venu le voir aux Pénates, celui-ci note dans son journal, le 4 octobre 1917, « que Kerenski a un regard sans éclat, dans un portrait léché d'un brun pale, mais qu'il a dans ses cheveux un reflet de soleil des plus insipides et des plus prétentieux ». Le peintre lui répond :

« Il le fallait, ce n'est pas un portrait mémorial, mais un portrait né du hasard, d'un homme fait par le hasard ... En vérité, d'un homme génial ... [Je m]'incline devant Kerenski ... »

Mais dans les séances de pose, Répine remarque que Kerenski est d'une dignité presque impériale, et se présente comme un homme de rien. Il y voit un usurpateur, comme Grigori Otrepiev (ru) .
Par la suite, de façon peut-être convenue ou rapportée, Répine déclarera qu'il n'aimait pas Kerenski, et qui avait tout de suite vu en lui « un imposteur du socialisme »,.

## Esquisses et peinture des portraits
Après le soulèvement bolchévique de juillet 1917, Kerenski emménage au Palais d'hiver, s'installe dans les appartements de l'empereur Nicolas II, se déplace dans l'équipage du Tsar et travaille sur l'immense bureau des empereurs de Russie.
Répine dessine alors à l'aquarelle et aux crayons de couleur dans l'Amirauté ou la bibliothèque de Nicolas II du Palais d'hiver, où ont lieu les réunions du gouvernement. Il rassemble plus particulièrement en juillet et en octobre 1917 le matériel pour les portraits de Kerenski qui seront le fruit des visites dans les locaux du gouvernement provisoire,.
Par la suite, il racontera simplement et de façon bourrue aux peintres soviétiques venus aux Pénates, que ce portrait « avait été fait d'après des études sur le vif dans le cabinet de Nicolas II. Nous dessinions ensemble avec Brodsky ... J'ai peint Kerenski comme il était, assis sur le fauteuil, éclairé par le soleil »,.

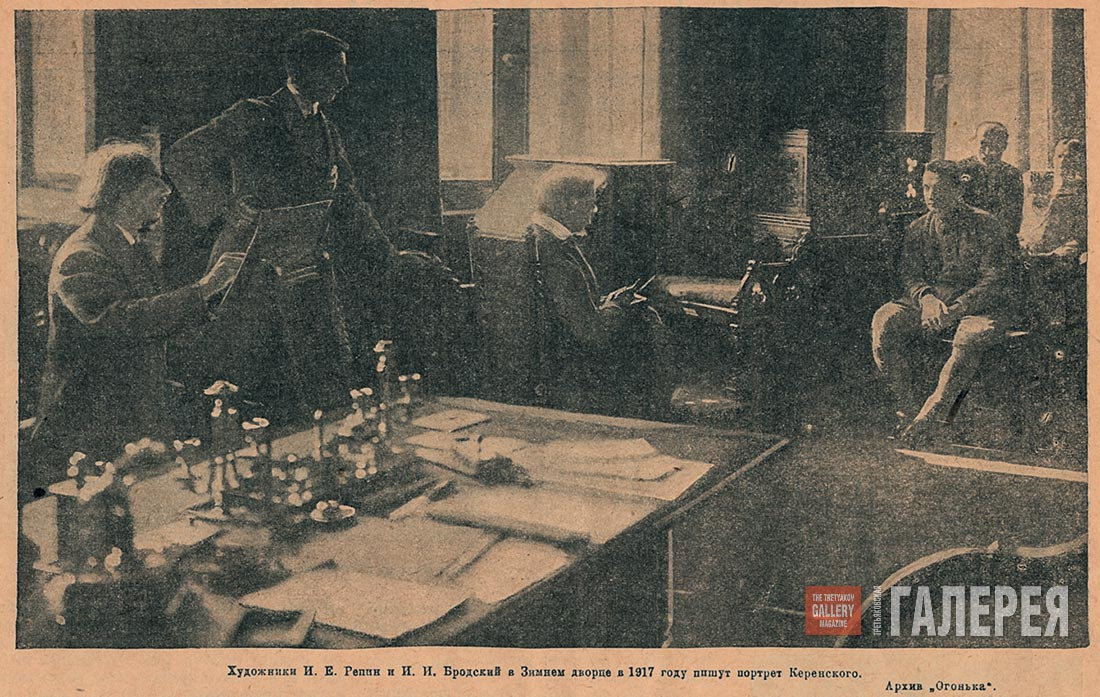
Répine et Brodsky tirant le portrait de Kerenski.

Brodsky donne plus de détails dans ses mémoires :

« en 1917, après la révolution de Février, quand Kerenski se fit connaître, Répine, aguiché par les journaux qui exaltaient ce « héros », voulut faire son portrait. Je ne me souviens pas par qui nous arrivâmes à obtenir l'accord de Kerenski pour poser pour Répine, et en même temps pour moi. L'aide de camp de Kerenski nous fit entrer dans son bureau, qui était auparavant la bibliothèque de Nicolas II. Nous nous mîmes au travail. Répine fit sa petite étude avec son coffret portable, je dessinais au fusain ... Cette séance se répéta un mois, jusqu'à la révolution d'Octobre. Kerenski n'avait pas vraiment d'attention pour nous. Mon dessin resta dans le palais, et s'y perdit. Répine fit son grand portrait de Kerensky d'après ses études. »

Le fait de poser dans le bureau de Nicolas II dans le Palais d'hiver a évidemment pour Kerenski une signification latente : assis dans le fauteuil de l'empereur renversé, le nouveau dirigeant de la Russie conforte et élève son statut politique,.
Répine et Brodsky terminent séparement leurs portraits dans leurs ateliers en 1918, quand Kerenski a été écarté du pouvoir par la révolution d'Octobre,. Aux Pénates, Répine travaille sur le premier portrait, et se met au second en même temps qu'à celui de l'ambassadeur du Royaume-Uni George Buchanan (en). Il s'applique à sa tâche avec tant d'opiniâtreté qu'il ne prend pas conscience des événements révolutionnaires, et il peint le portrait d'une nouvelle manière.

Ilia Répine : Portraits d'Alexandre Kerenski.
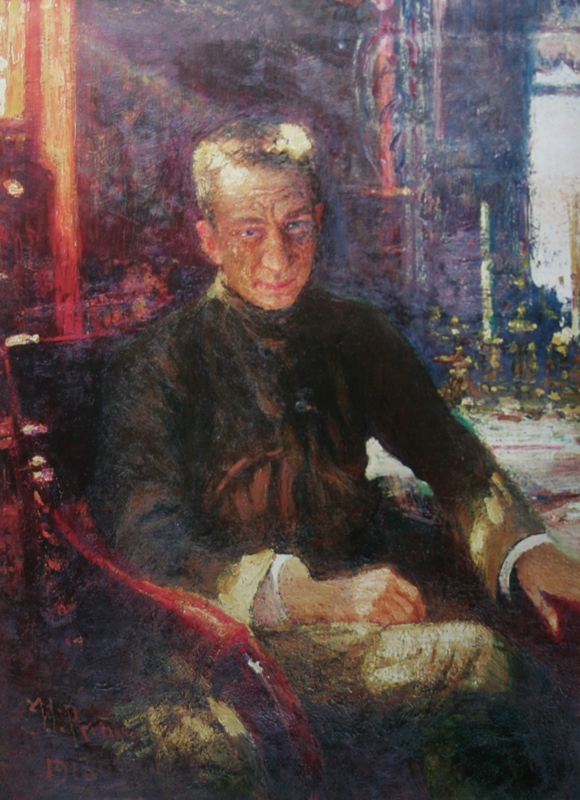
Premier portrait (1918).
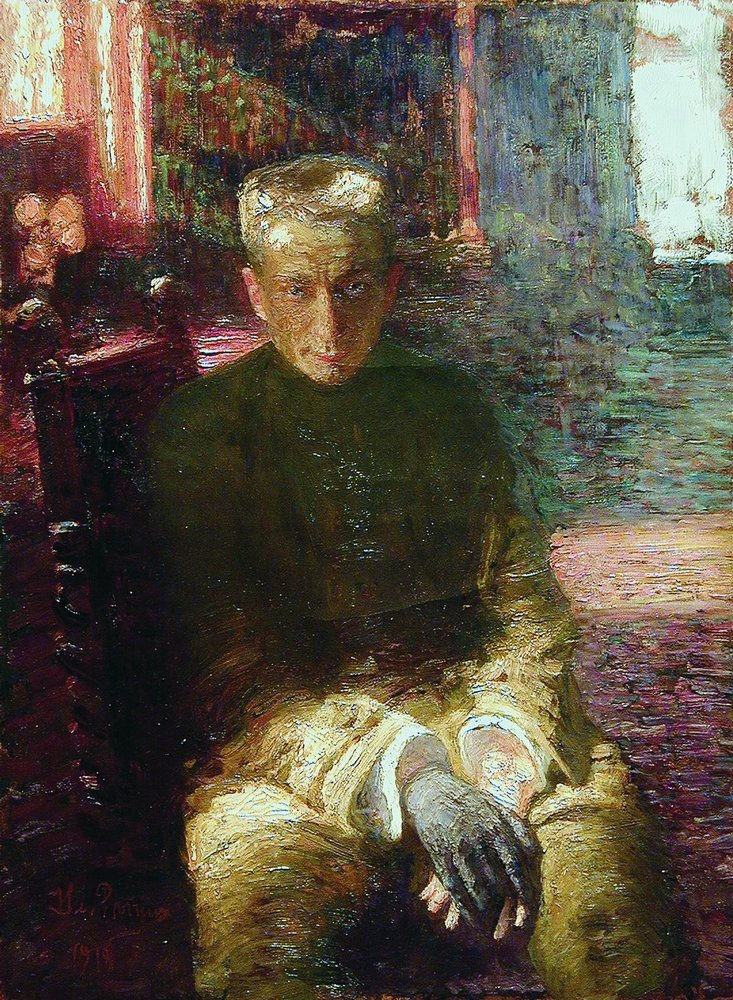
Second portrait (1918).

## Description des portraits d'Ilia Répine

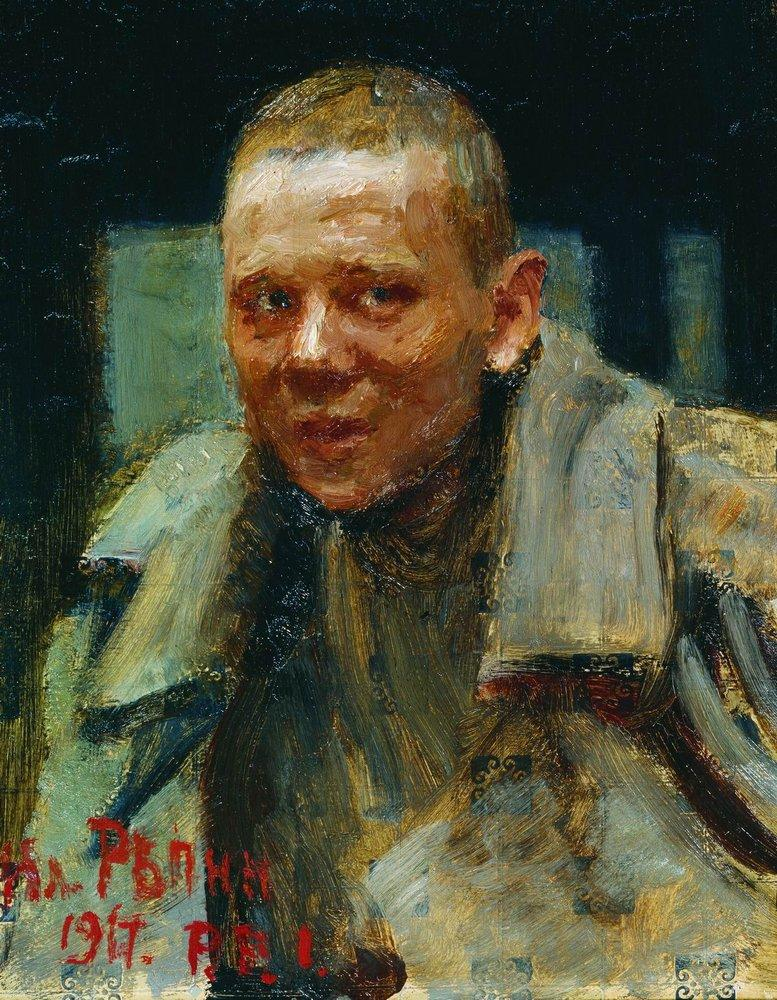
Le déserteur (1917) Musée d'art de Vitebsk.

### Caractéristiques communes
Le premier portrait de Kerenski (114 × 84 cm) et le second (116 × 85 cm) sont peints à l'huile sur linoléum,. Répine, coutumier des expérimentations techniques ou artistiques en peinture, a peint dans cette même année 1917 sur ce support un portrait d'un des personnages-type de la révolution, Le déserteur («Дезертир»).
Répine a vraisemblablement peint en même temps les deux portraits. Ils se distinguent par une manière libre et spontanée, à la limite, selon les critiques, de l'impressionnisme et même de l'expressionnisme, forme pour laquelle le peintre est en retard de dix ans sur beaucoup de ses contemporains, selon les mots de Grigori Revzine (ru). Mais les jeux du pinceau et de la lumière ne montrent pas de changement dans la technique picturale et la maîtrise des couleurs, toutes deux accomplies.
Le personnage de Kerenski est, d'après la description d'Andreï Iechipine, « plongé dans un milieu exclusivement d'air et de clarté », duquel il s'extrait comme une tache de lumière à part, s'opposant aux autres surfaces d'ombre,.
La construction des toiles souligne la pose inconfortable du modèle, et, selon les historiens d'art, rend ainsi un trait de caractère de Kerenski, une sorte de franchise et de véracité sur lui-même, saisie tout de suite et avec exactitude par Répine, fort de ses nombreuses années d'expérience de portraitiste,.
Sa tonalité est privée, voire intime, ce qui ne permet pas de les considérer comme des portraits officiels ou de parade. Répine peint Kerenski comme un homme presque flasque, bilieux, gris, ravagé, neurasthénique,. Il compose un ensemble qui amène le spectateur à saisir et comprendre cet état psychologique,.

### Premier portrait
Dans le premier portrait, Kerenski est représenté au dessus des genoux, assis de profil dans un fauteuil d'ébéniste, sur lequel il semble sur le point de se redresser. Il incline légèrement la tête, avec un demi-sourire narquois, et regarde vers le spectateur avec un regard pénétrant. Son visage exprime à la fois l'apaisement et la fatigue, il semble n'avoir pas dormi, et être cependant détendu — ce qui ne se produisait jamais dans sa vie réelle de chef du gouvernement de la Russie révolutionnaire, où il portait tous les fardeaux de la jeune république, et ne se déchargeaient pas de ce poids.
Le portrait est peint sans soin, et semble même inachevé. Cela est vraisemblablement lié au fait que Répine, dans ses dernières années, ne pouvait peindre que de la main gauche. La tête est grande par rapport au torse, le corps est fin, presque enfantin ; les poignets ne sont pas en proportion et dépassent des manchettes roulées à la hâte de la tunique de coupe militaire et de couleur kaki. L'imprécision des détails ne prive pas l'œuvre de sa force expressive, presque excessive, et l'image de Kerenski devient une première relique d'un nouveau « personnage historique »,,,,,.

### Second portrait
Le second portrait semble d'une composition plus réfléchie, et il est plus achevé sur le plan artistique. La lumière s'y pose non seulement sur le visage, mais aussi sur des mains nerveuses et sèches, l'une revêtue d'un gant noir, signe renvoyant peut-être à la personnalité cachée du modèle. Les choix de couleurs sont des tons vert-bouteille profonds et étouffés, pourpres et bruns. La lumière est au contraire gaie, mêlée des scintillements de la poussière dans les rayons qui s'écoulent des fenêtres dans la pièce, et elle crée une atmosphère d'intimité. Selon l'explication donnée par Répine à Aleksandr Grigoriev en 1926, la lumière du soleil incarne la joie, et Kerenski, des forces sombres. La silhouette de Kerenski se détache, modelée comme une sculpture, et poussée vers le spectateur. Elle semble en même temps repoussante et attirante : le visage, représenté de face, est figé dans un sourire brumeux, le regard brille dans la pénombre et se perd dans l'absence, comme celui d'un cocaïnomane,,,. L'ensemble n'est pas sans rappeler la « nuance verdâtre », que les opposants politiques de Kerenski trouvaient dans son aspect extérieur, et dont ils laissaient entendre qu'elle était liée à une dépendance à l'alcool, à la morphine ou à la cocaïne.

## Portrait d'Isaak Brodsky

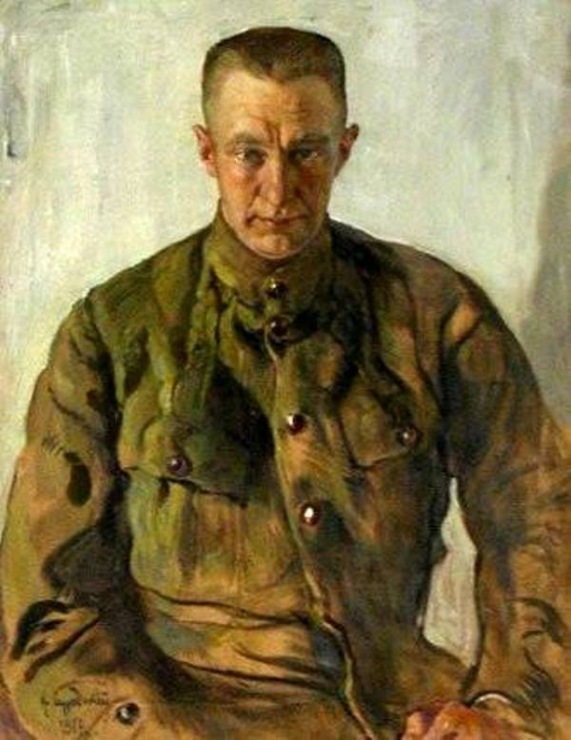
Portrait de Kerenski, Isaak Brodsky (1917).

À la différence de ceux de Répine, le portrait peint par Isaak Brodsky montre au spectateur un visage droit, sans souffrance et sans équivocité du héros, du dirigeant du peuple, du chef politique capable de réaliser des miracles avec volonté et énergie, celui qu'attendait la Russie. Kerenski, grand, d'une constitution athlétique, regarde, décidé et sur de lui. Il fixe avec des yeux froids, investigateurs, le spectateur, devant lequel il est comme suspendu dans une pose menaçante, qui nait de la taille surproportionnée de son corps et de ses épaules, à l'inverse des tableaux de Répine. Le peintre, futur auteur d'un portrait emphatique de Lenine, est un graphiste accompli et naturaliste scrupuleux. Il rejette complètement les artifices de couleurs que comportaient ses œuvres précédentes, pré-révolutionnaires. La silhouette de Kerenski surgit, en relief, se détache devant le mur blanc. Il n'y a pas dans la toile de « répineries », de repos impérial de fauteuil d'ébéniste ou de jeu merveilleux de lumière. Brodsky, selon l'appréciation d'Andreï Iepichine, reproduit le jeu de l'acteur jouant le chef, que Kerenski n'était pas dans les faits, alors que Répine l'a plutôt mis à nu,. Les portraits de Répine ne peignent pas son enthousiasme, mais Kerenski lui-même dans ses contradictions .

## Sort des tableaux

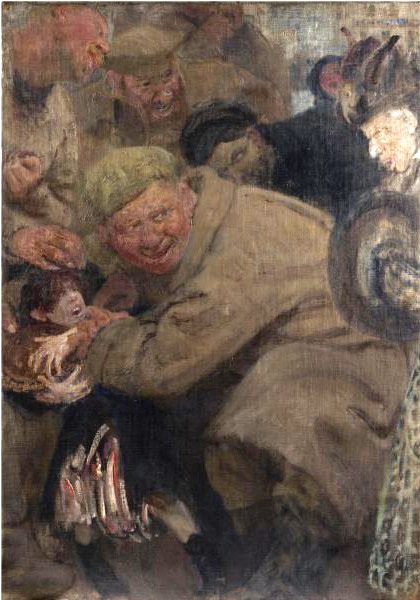
Bolcheviks. Ilia Répine (1918).

Après l'installation du pouvoir soviétique et la proclamation de l'indépendance de la Finlande à la fin 1917, Répine perd sa nationalité et décide de vivre avec un passeport Nansen dans sa propriété des Pénates. Ses biens en Russie sont confisqués et ses œuvres les plus célèbres sont en Union soviétique, où elles deviennent des instruments de propagande et sont considérées comme des idéaux-types du réalisme socialiste. D'autres, dérangeantes pour le pouvoir, comme les Bolcheviks, sont ignorés,,,,.
En 1926, des peintres soviétiques de l'Association des artistes de la Russie révolutionnaire, dont Ievgueni Katsman (ru), Pavel Radimov (ru) et Alexandre Grigoriev (ru), que Répine ne connaît pas personnellement, mais aussi Isaak Brodsky se rendent à Kyokkala,.
D'après les souvenirs de Grigoriev, le commissariat du Peuple à l'éducation les a munis d'argent pour acheter des œuvres de Répine, mais il se refuse à en vendre, et à la fin, après une longue dispute, montrant une toile posée sur un chevalet dans un coin, il leur dit : « je ferais mieux de vous donner le portrait de Kerenski ». Cette proposition surprend la délégation, mais elle ne la refuse pas. Répine expose alors le portrait à la lumière et les visiteurs sont frappés par « la finesse de caractère et la vivacité de la peinture ».
Le peintre fait ainsi don de la première version du portrait de Kerenski au musée de la Révolution. Il sait probablement, mais cela est passé sous silence, que Kerenski a lui-même approuvé la décision de créer ce musée dans le bâtiment du Club des Anglais, sur proposition du commissaire du Gouvernement provisoire à Moscou, Nikolaï Kichkine (ru).
En 1926, le portrait de Kerenski est exposé à la VIIIe exposition de l'Association des artistes de la Russie révolutionnaire et dans l'exposition « La Révolution dans les arts figuratifs » du Musée de la Révolution. Il suscite l'intérêt du public et de la presse. Il est qualifié dans la revue illustrée Ogoniok de « représentation collective de la Kerenchtchina », c'est-à-dire de l'intelligentsia bourgeoise défaite.
Après l'exposition, le portrait est transféré au « département de la conservation spéciale » (Spetskhan), et son existence est pratiquement oubliée, au point qu'il n'est pas inscrit dans l'inventaire en 1935 et qu'il est décidé de le détruire, avec la motivation qu' « il ne possède pas de valeur artistique ». Il est sauvé par des collaborateurs du musée, qui retirent son cadre et le déposent avec d'autres toiles dans le spetskhan, où il est relégué jusqu'à la Perestroïka et l'ouverture des archives. En 1992, il est restauré et immédiatement montré dans l'exposition « Personnages d'une époque. 1917-1985 » («Лица эпохи. 1917—1985»), puis dans de nombreuses autres expositions.

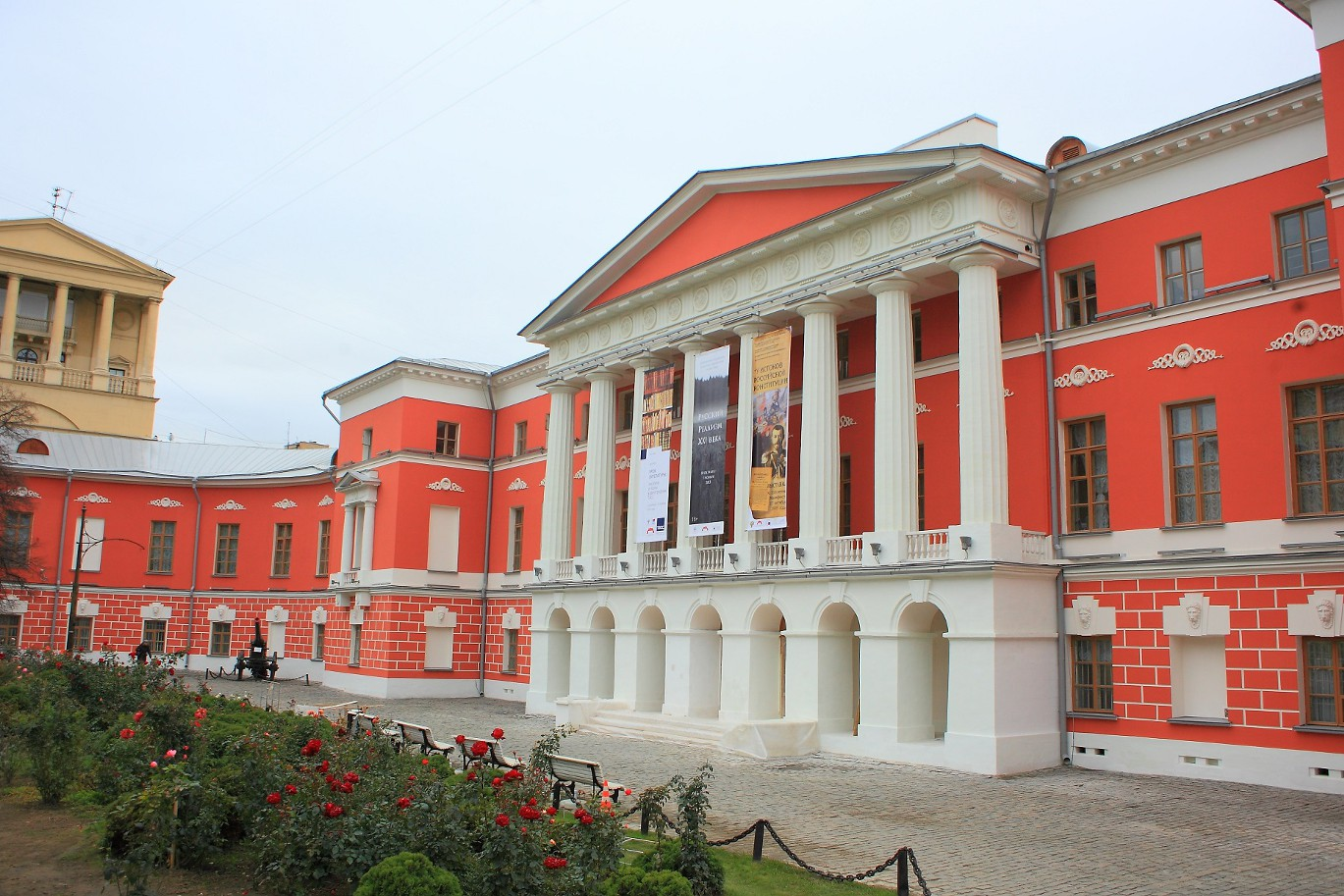
Le Musée central d'État d'histoire contemporaine de Russie (ex-musée de la Révolution) en 2016.

Le portrait est toujours conservé au Musée de la Révolution de l'URSS, rebaptisé en 1998 Musée d'État central de l'histoire contemporaine de Russie, mais il reste inconnu du grand public,. À  cause d'une déformation du linoléum, il a fait l'objet d'une restauration importante en 2002, avec une égalisation de la surface, un nettoyage et la consolidation de la couche colorée, et également la confection d'un encadrement spécial.
Ce musée conserve aussi le portrait de Kerenski par Brodsky.
Le second portrait de Répine a fait partie de la collection d'œuvres figuratives des archives A. F. Kerenski du Centre Harry Ransom (en) de l'Université du Texas à Austin, il a été ensuite vendu sur le marché de l'art, et fait maintenant partie d'une collection privée en Russie,,,.
En 2017, pour le centenaire de la Révolution, le premier portrait de Répine et celui de Brodsky ont figuré dans l'exposition «Некто 1917», à la Nouvelle Galerie Tretiakov sur le Krymski Val,,.
Le portrait de Kerenski est présenté à l'exposition Répine du Petit Palais à Paris du 5 octobre 2021 au 23 janvier 2022.

## Dans la littérature
Un poème de Vladimir Maïakovski, Ca va bien ! («Хорошо!»), comparant Kerenski à Napoléon fait référence aux trois portraits : « Ses yeux de Bonaparte, une tunique uniforme/ ... / Cousu à l'histoire, numéroté et signé / Ils l'ont dessiné, Brodsky et Répine »,,,,.